# Relentless (téléfilm)
Pour les articles homonymes, voir Relentless.
Relentless est un téléfilm américain réalisé par Lee H. Katzin diffusé le 14 septembre 1977 sur le réseau CBS.

## Fiche technique
- Titre : Relentless
- Réalisation : Lee H. Katzin
- Scénario : Sam Rolfe d'après le roman éponyme de Brian Garfield
- Musique : John Cacavas
- Production : Fred Baum, Sy Kasoff
- Durée : 90 minutes
- Genre : drame
- Date de diffusion :  États-Unis : 14 septembre 1977

## Distribution
- Will Sampson : Sam Watchman
- Monte Markham : Paul Vickers
- John Hillerman : Major Leo Hargit
- Marianna Hill : Annie Lansford
- Larry Wilcox : Buck
- Antony Ponzini : Jack Hanratty
- John Lawlor : Walker
- Ted Markland : Lieutenant Dan Barrackough
- David Pendleton : Dwayne Terry
- Ron Foster : Sergeant Ed Kleber
- Don Starr : Cal
- Danny Zapien : Jasper Simalee
- Steve Schemmel : Docteur
- Richard Kennedy : Trooper
- Pat Bolt : La serveuse